# Карги (річка)
Карги (рос.: Каргы) — річка у Республіці Тива, Росія, впадає в річку Малий Єнісей, за 290 км від його гирла. Довжина річки 114 км, площа басейну 3730 км².

## Притоки
У Карги впадають такі річки: (в дужках відстань від гирла)
- Чивейськ (2 км)
- Ор (15 км)
- Елигест (Тарбагатай) (25 км)
- Сенегел (37 км)
- Буратки (46 км)
- Річка без назви (60 км)
- Шенгелиг (Тажилан) (62 км)
- Мурен (72 км)
- Усук (72 км)
- Хайгас (82 км)
- річка без назви (89 км)
- Баян-Кол (96 км)
- Хунчол (100 км)[1]